# Leopold Peszkowski
Leopold Konrad Peszkowski, ps. „Lwowiak” (ur. 15 listopada 1896 w Ustrzykach Dolnych, zm. 28 lipca 1974) – podpułkownik kawalerii Wojska Polskiego, działacz niepodległościowy, kawaler Orderu Virtuti Militari. 

## Życiorys
Urodził się 15 listopada 1896 w Ustrzykach Dolnych, w ówczesnym powiecie liskim Królestwa Galicji i Lodomerii, w rodzinie Mieczysława i Józefy z Osmólskich. Rodzina miała pochodzenie szlacheckie, pieczętowała się herbem Jastrzębiec. Ojciec Leopolda był ekonomistą i administrował w dobrach łańcuckich hrabiostwa Potockich. Leopold wstąpił do tworzących się oddziałów legionowych 4 VIII 1914. Początkowo został przydzielony do sztabu I Brygady Legionów Polskich. Formalnie w 1 pułku ułanów służył od 28 grudnia 1914 i brał udział we wszystkich bojach legionowych, w tym najważniejszych: pod Konarami i pod Kostiuchnówką.
5 listopada 1918 wstąpił do odradzającego się Wojska Polskiego. Wraz z 11 pułkiem ułanów brał udział w walkach o niepodległość i granice. Służbę wojenną ukończył jako wachmistrz – szef.
Już jako podporucznik rozpoczął w 1921 służbę w 4 pułku strzelców konnych. Był zapalonym kawalerzystą i kilkakrotnym zwycięzcą we współzawodnictwie pułków kawalerii. 2 kwietnia 1929 prezydent RP nadał mu z dniem 1 stycznia 1929 stopień rotmistrza  w korpusie oficerów kawalerii i 29. lokatą. W marcu 1934 pełnił służbę na stanowisku oficera materiałowego, a w marcu 1939 – oficera mobilizacyjnego pułku.
W szeregach macierzystego pułku wziął udział kampanii wrześniowej 1939. Lata okupacji spędził w Warszawie, oczywiście z pełnym zaangażowaniem w struktury Armii Krajowej. Awansowany do stopnia majora, w ramach Akcji „Burza” dowodził koncentracją 3 oddziałów leśnych pod Warszawą.
Po wojnie zamieszkał z rodziną w Słupsku. Był prześladowany (otrzymał wyrok 12 lat więzienia). Zanim osiadł w Zgierzu, mieszkał krótko w Woli Branickiej. Zmarł 28 lipca 1974 i został pochowanym na Starym Cmentarzu w Zgierzu. Rodzina mieszka obecnie w Płocku.
Leopold Konrad Peszkowski jest jednym z dwóch pochowanych w Zgierzu kawalerów Krzyża Virtuti Militari za udział w walkach 1914-1921.

## Ordery i odznaczenia
- Krzyż Srebrny Orderu Wojskowego Virtuti Militari nr 5436 – 17 maja 1922[6][1]
- Krzyż Niepodległości – 17 września 1932 „za pracę w dziele odzyskania niepodległości”[7][8]
- Krzyż Walecznych dwukrotnie[9]
- Srebrny Krzyż Zasługi – 1938 „za zasługi na polu pracy społecznej”[10][9]
- Medal Pamiątkowy za Wojnę 1918–1921[11]
- Medal Dziesięciolecia Odzyskanej Niepodległości[11]